# Les Fêtes d'Hébé
Les Fêtes d'Hébé, ou les Talents lyriques  (Las fiestas de Hebe, o Los talentos líricos) es una opéra-ballet en un prólogo y tres entrées (actos) con música de Jean-Philippe Rameau y libreto en francés de Antoine Gautier de Montdorge (1707–1768). La obra se estrenó en la Ópera de París el 21 de mayo de 1739.
Les fêtes d'Hébé fue la segunda opera-ballet de Rameau; la primera, Les Indes galantes, había aparecido en 1735. La famosa bailarina Marie Sallé apareció como Terpsícore en el tercer acto. Montdorge era amigo del mecenas de Rameau Alexandre Le Riche de La Poupelinière. Su libreto fue tan criticado que la segunda entrée tuvo que ser revisada con la ayuda de Simon-Joseph Pellegrin, que había escrito las palabras de la primera ópera de Rameau, Hippolyte et Aricie. A pesar del débil libreto, la obra tuvo un éxito inmediato y pasó a ser una de las óperas más populares de Rameau, disfrutando de 80 representaciones en el primer año. Fue repuesto en 1747, 1756 y 1764 (con diseño escénico supervisado por François Boucher y el papel de Iphise asumido por Sophie Arnould). Después, las producciones del siglo XVIII solo dieron una versión parcial de la obra.
Esta ópera se representa muy poco. En las estadísticas de Operabase aparece con solo una representación en el período 2005-2010.